# Côte Vermeille
Pour les articles homonymes, voir Vermeil (homonymie).
La Côte Vermeille (en catalan, Costa Vermella) est le nom donné à la côte des Albères au sud des Pyrénées-Orientales. Elle commence au sud d'Argelès-sur-Mer sur la plage du Racou et se prolonge jusqu'à la frontière espagnole à Port-Bou en passant par Collioure, Port-Vendres, Banyuls-sur-Mer et Cerbère. Elle correspond à l'endroit où le massif pyrénéen rencontre la Méditerranée.
Le « rivage méditerranéen des Pyrénées » est depuis le 1er février 2002 inscrit par l'UNESCO sur la liste indicative du Patrimoine mondial .

## Présentation
Elle présente des criques rocheuses, des ports de pêche et des vignes à flanc de coteau. Loin des plages de sable et des stations balnéaires, situées plus au nord, c'est une côte sauvage, paradis des randonneurs et des amateurs de plongée sous-marine.
Les ports de la côte Vermeille sont spécialisés dans la pêche du poisson bleu (sardines, thons, anchois, maquereaux) qui s'effectue par senneurs ou petits fileyeurs. Jusqu'au début des années 1950, la pêche était entreprise avec des barques catalanes, très maniables et robustes par gros temps. Dans tous les ports de la côte, la pêche est en déclin. Les bateaux de pêche sont remplacés par des bateaux de plaisance.
La côte Vermeille est traversée par la route départementale 914 et relie Collioure, Port-Vendres, Banyuls-sur-Mer et Cerbère.
Elle comporte deux phares : celui du cap Béar et celui du cap Cerbère.
Existent également deux hameaux, le hameau de Cosprons rattaché à Port-Vendres et le hameau du Rimbau rattaché à Collioure.

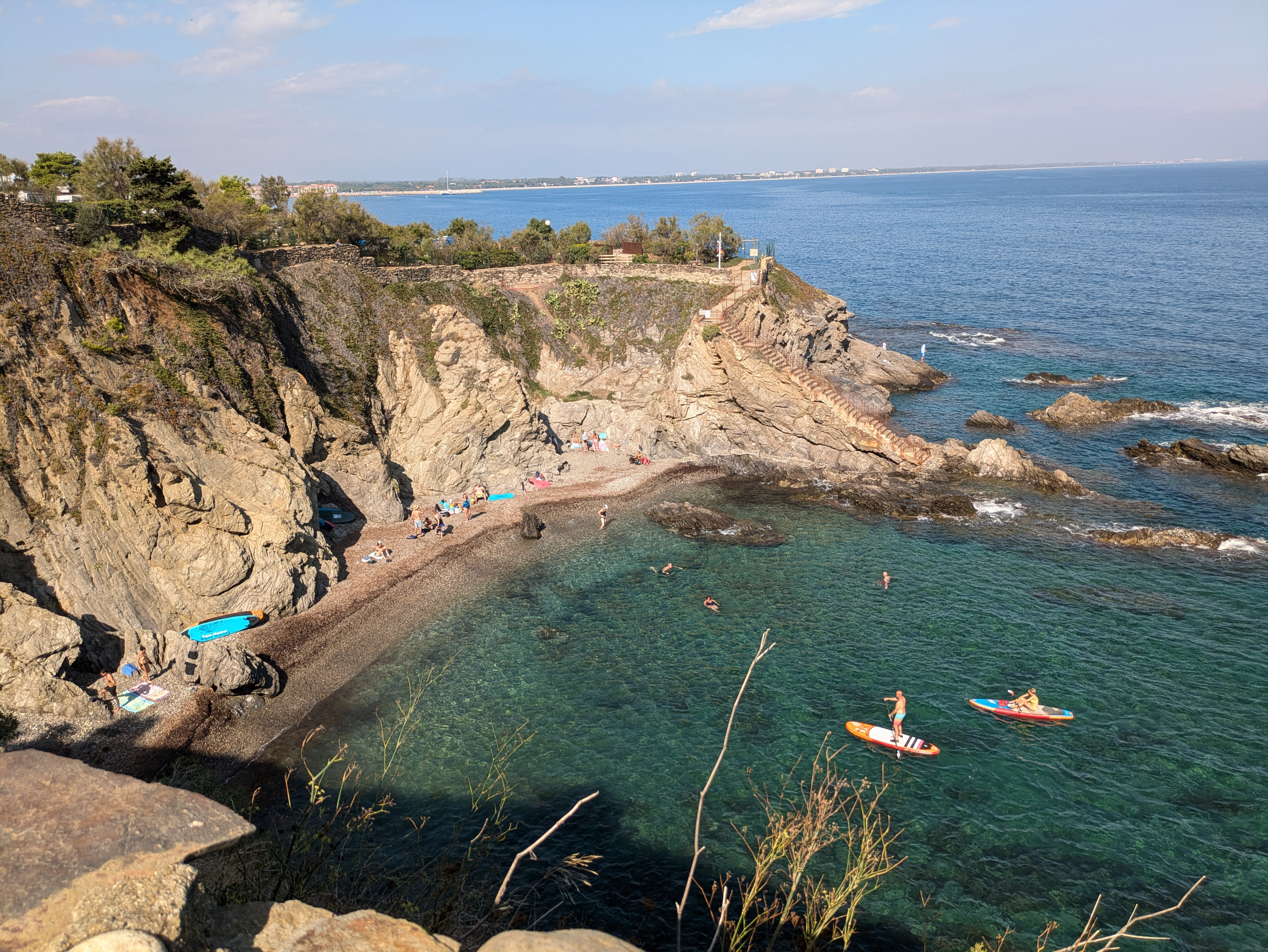
Crique entre Argelès et Collioure.
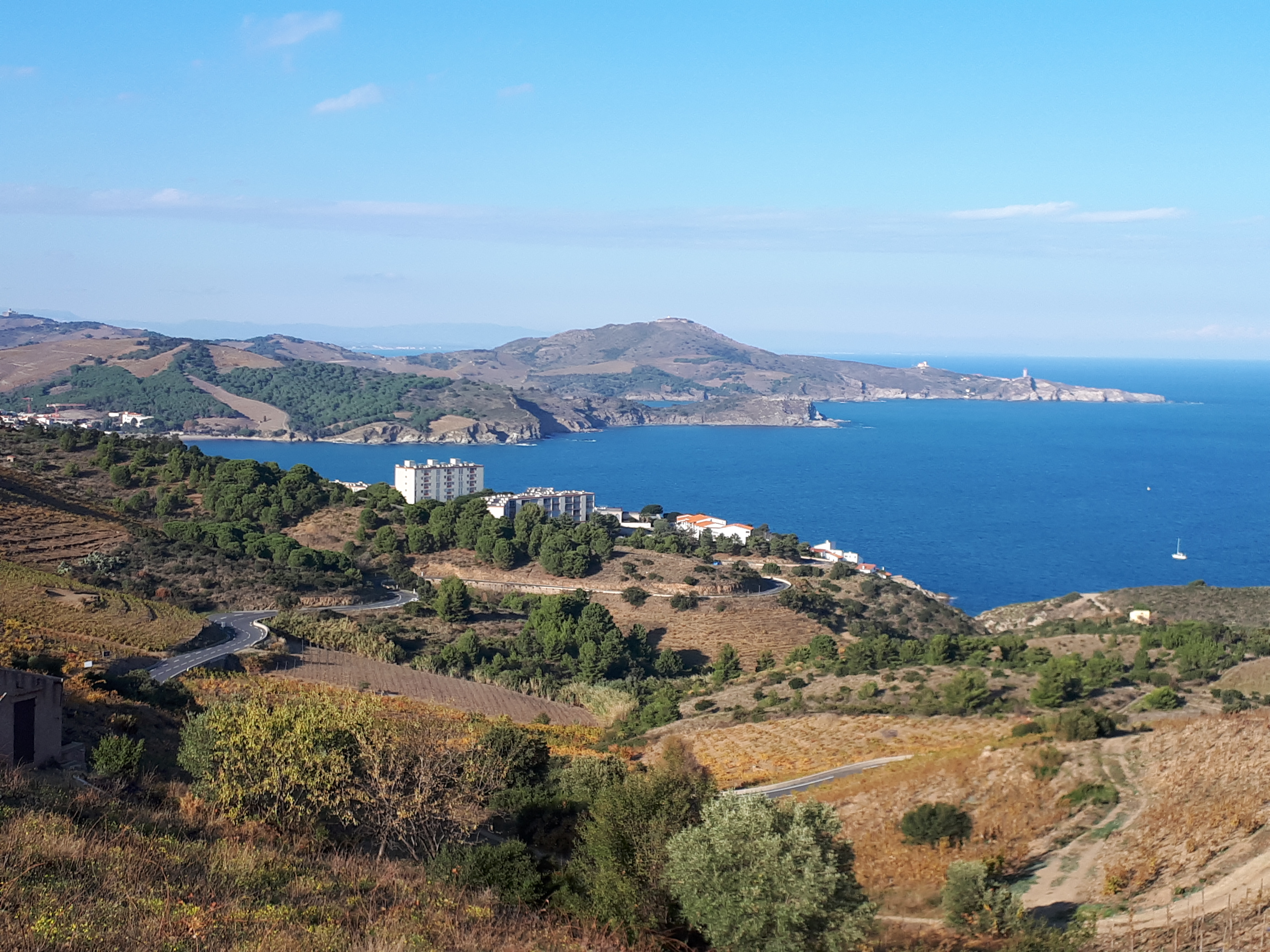
Vue vers Cap Béar depuis les hauteurs de Banyuls-sur-Mer.

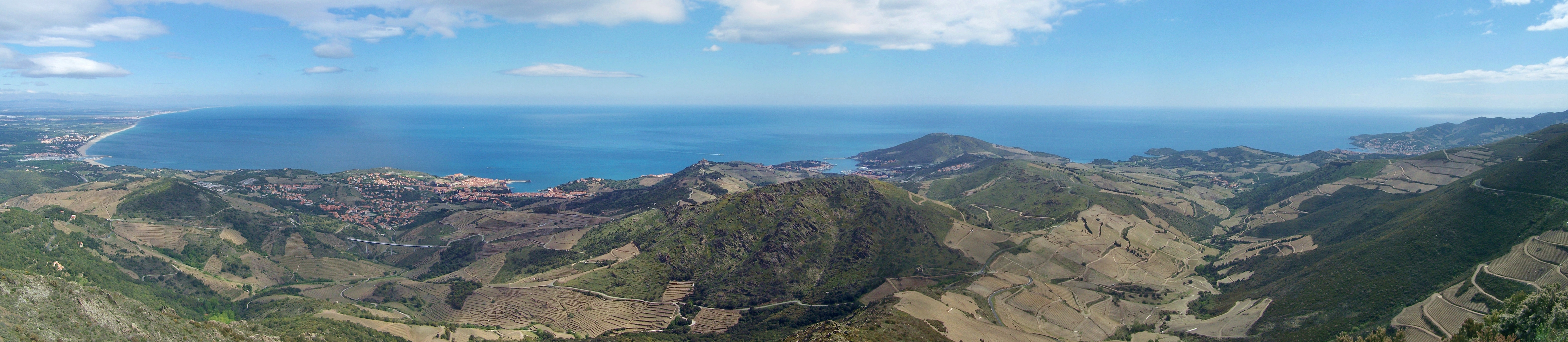
Panorama de la Côte Vermeille depuis la tour de Madeloc. Vue sur Argelès-sur-Mer, Collioure, Port-Vendres et Banyuls-sur-Mer.